# MYRS
MYRS（ミラース、米兒絲）は、台湾の女性4人組のダンス・アイドルユニット。
メンバーはMesha（ミーシャ）、Yuri（ユリ）、Ring（リング）、Sunny（サニー）で、それぞれの頭文字を取ってMYRSである。

## 概略
MYRSのメンバーの内、Mesha、Yuri、Ringは台湾の準プロ・バスケットボールリーグ（超級籃球聯賽）の緯來狩人（緯來ハンターズ）の専属チアガールで2005年まで所属。当チームのチアリーディングのメンバーの中でも人気の高かった4人がユニットとして結成されたが、当初のMYRSの"S"はSharineというSunnyとは別の女性であった。
MYRSという名称はファンの間で自然発生的に使われるようになったと言われているが、最終的には、インターネット上でのファン投票結果により正式決定された。尚、チアリーディングでは緯來狩人の他に台湾のプロ野球（中華職業棒球聯盟）、兄弟エレファンツでも活躍したことがある。
芸能界への正式デビュー時期は定かではないが、2005年11月に台湾の最大手テレビ局の一つ、台湾電視台（台視・TTV）系列の出版社、台視文化より写真集及びDVDのセットが全国発売されている。
所属事務所は、発足当初は宏威娯楽（Hoo-Ha)であったが、2006年4月からは活力娯楽（アクティブ・エンタテイメント）に移籍している。ダンスは宏威娯楽時代に約3年間、張豊勝に徹底的に学んだとされている。張豊勝は台湾の数多くのタレントにダンスや振付を指導してきた経歴を持つ。張恵妹、梁静茹、F.I.R.、F4などが彼に学んだタレントとして挙げられる。尚、2005年半ばにSharineが引退後、この宏威娯楽に所属していた陳于平 (Sunny) が加わり、現在のMYRSに至っている。
現在のMYRSはその卓越したダンスで学園祭出演、音楽番組・バラエティー番組に進出している。一方で、容姿・スタイルのよさを買われて広告・モデル関係でも幅広く活躍している。

## メンバー
- Mesha（ミーシャ、本名：莊于萱）
- Yuri（ユリ、本名：陳渝菱）
- Ring（リング、本名：邱鈺玲）
- Sunny（サニー、本名：陳于平、1984年（民國73年）5月12日 - ）
身長163cm。